# Армавир-Туапсинская железная дорога
Армавир-Туапсинская желе́зная доро́га — частная железная дорога, построенная в период с 1909 по 1917 год.

## История
В 1908 году акционерное общество инженера Перцова получило разрешение на строительство железной дороги, соединяющей Армавир с Туапсе. Акционерное Общество Армавир-Туапсинской железной дороги было создано 30 апреля 1909 года при активной поддержке правительства. Его организаторами были крупнейшие петербургские банки. В уставе, утверждённом правительством 17 мая 1908 года, Обществу предоставлялись права постройки и эксплуатации железнодорожной линии от станции Армавир до станции Туапсе с ветвью к городу Майкопу, а также строительства портовых сооружений в Туапсе. Общество имело право владения железной дорогой и портовыми сооружениями в течение 81 года со дня открытия по ней регулярного движения. В 1912 году Общество получило разрешение на сооружение железнодорожной линии Армавир — Ставрополь — Петровское — Дивное с ответвлением на Благодарное (389 км).

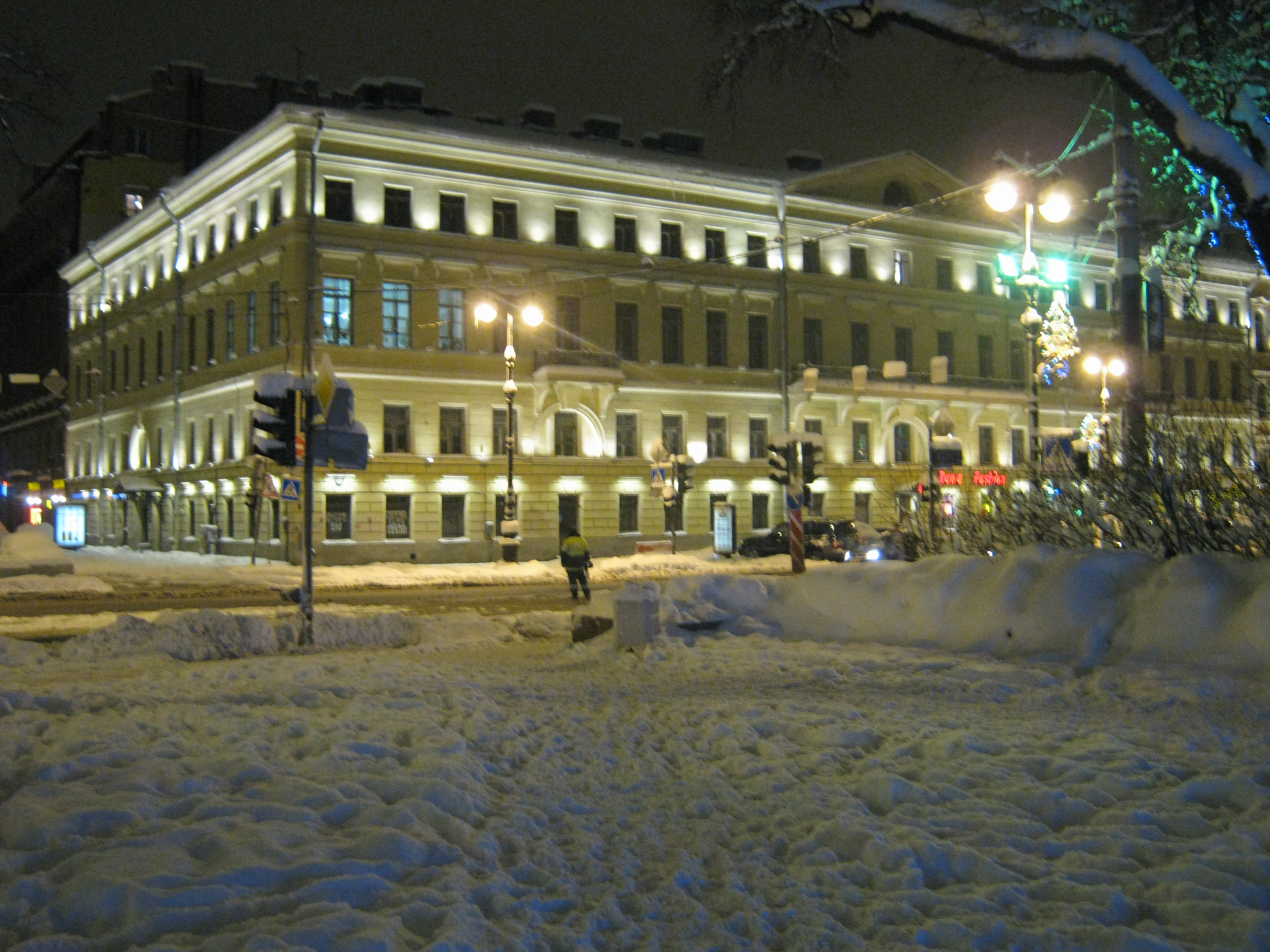
С.-Петербург Адмиралтейский пр., 8. Здание, в котором располагалось правление общества. 2010 г.

Правление Общества располагалось в С.-Петербурге по адресу: Адмиралтейский пр., 8. Основной капитал Общества вначале составлял 4 млн руб. Облигационный капитал был создан путём выпуска гарантированных правительством 4,5 % облигаций на сумму 33,5 млн рублей. Владельцами крупных пакетов акций общества являлись:
- Русско-Азиатский банк (4000 акций),Армавир-Туапсинской Железной Дороги Общество. Облигация в 189 рублей (20 ф.ст), 1913 год
- Северо-Кавказский коммерческий банк (2500 акций),
- Азовско-Донской коммерческий банк (2000 акций),
- Петербургский Международный коммерческий банк (1000 акций),
- английский банкирский дом «Берч Крипс и Ко» (5500 акций).

Известными акционерами общества АТЖД были:
- А. Путилов (директор правления общества),
- А. фон Дрейер и другие известные люди, а также малоизвестные местные промышленники:
- А. А. Тарасов (7157 акций),
- Я. Ф. Николенко (8150 акций).

Около половины всех акций выпуска 1909 года было сосредоточено в руках купцов, казачества и крестьянства Ставропольской губернии, Кубанской и Терской областей, благодаря чему АТЖД, получила славу «народной железной дороги».
Главный участок Армавир — Туапсе (236 км) введён в эксплуатацию в 1915 году. От него были построены ответвления Белореченская — Майкоп (24 км, 1910 год) и Курганная — Лабинская (32 км, 1915 год). В 1916 году открыто движение на восточном участке Армавир — Ставрополь — Петровское.
В сентябре 1918 года Армавир-Туапсинская железная дорога национализирована и передана Народному комиссариату путей сообщения.
В период гражданской войны дорога сильно пострадала.

В сочинском округе грузины, по-видимому, не особенно надеялись удержаться, а потому с первых же дней оккупации приступили к разорению его, отправляя все, что возможно, в Грузию. Так была разграблена Туапсинская железная дорога, причем увозились рельсы, крестовины, материалы, даже больничный инвентарь; распродано с аукциона многомиллионное оборудование Гагринской климатической станции, разрушено лесопромышленное дело в Гаграх; уведен племенной скот, разорены культурные имения и т. д. Все это делалось не в порядке «обычаев гражданской войны», а в результате планомерной тифлисской политики.— Деникин, т. 3, с. 82
Участок Армавир — Ставрополь в 1922 году был закрыт и впоследствии не восстанавливался.
В 1928 году достроена и открыта ветка Петровское — Благодарное.
В 1930 году участок Петровское — Винодельное продлен до станции Дивное.
До 1930 года движение поездов с Кавказской на Петровское было возможно только через Ставрополь. Затем по проекту, предложенному ещё в 1915 году Владикавказской железной дорогой, была построена соединительная ветка Палагиада — Старомарьевская, после чего станция Ставрополь-Туапсинский была закрыта (окончательно ликвидирована в 1947 году).
По состоянию на 2015 год в составе Северо-Кавказской железной дороги.

### Экономический аспект строительства дороги
Северный Кавказ, и особенно Кубанская область, к началу XX в. превратились в крупнейший район товарного земледелия, поставлявший все большее количество зерна на внутренний и внешний рынки. Только через Азово-Черноморские порты вывоз хлебопродуктов возрос с 5 млн пуд. (70-е годы XIX в.) до 80.4 млн пуд. (1904 год).
В степной части Закубанья Майкопский, Баталпашинский и Лабинский отделы собрали в 1906 году хлеба более 60 млн пуд., из которых около 30 млн пуд. составили хлебные излишки. Наиболее экономически развитым районом Закубанья был Лабинский отдел с центром в Армавире.
Однако отсутствие густой сети железных дорог в Закубанье сдерживало его экономическое развитие, реализация товарного хлеба затруднялась. Владикавказская железная дорога (ВлЖД), пролегавшая только в северной части Закубанья, с перевозками сельскохозяйственной продукции не справлялась. Затоваривался и порт в Новороссийске, через который кубанский хлеб шел на экспорт.

### Результаты строительства
Акционерное общество Армавир-Туапсинской железной дороги (АТЖД) занимало немаловажное положение в транспорте Кубанской области и сыграло большую роль в экономическом развитии этого края. Железная дорога соединила богатейшие районы Северного Кавказа с Владикавказской железнодорожной магистралью и портом Туапсе. Она имела общегосударственное значение, способствуя освоению Кавказского побережья Чёрного моря и Майкопских нефтяных промыслов.

## Периодизация
В настоящее время можно выделить 3 способа периодизации железной дороги:
- по архитектуре и времени постройки,
- по времени постройки,
- по современному состоянию.

### По архитектуре и времени постройки
По архитектуре и времени постройки, а также времени ввода, можно выделить западный и восточный участки.
Начало строительства западного участка, соединяющего Туапсе и Армавир, совпадает с началом строительства и самой железной дороги.
В марте 1911 года в Петербурге состоялось заседание комиссии о новых железных дорогах, на которой и утвердили продолжение дороги на восток. С этого дня начинает существовать восточный участок. Он начинается в Армавире и через Ставрополь идёт на Дивное. Проектированием этого участка занимались инженеры А. И. Верблюнер, Александр Лаш и Иосиф Годзевич, поэтому архитектура железнодорожных станций здесь отлична от западного участка.

### Запланированные участки и дата ввода их в строй
- Армавир — Белореченская — 1909—1910;
- Белореченская — Майкоп — 1909—1910;
- Белореченская — Туапсе — 1910—1914;
- Армавир — Ставрополь — 1913—1916;
- Курганная — Лабинская — 1915—1917;
- Ставрополь — Петровское село — 1915—1916;
- Петровское село — Винодельное — 1916;
- Петровское село — Благодарное — 1928;
- Винодельное — Дивное — 1928—1930;
- Дивное — Элиста (действует);
- Элиста — Волгоград (до 2030)[10].

### На данный момент
На данный момент Туапсинка разделена на 3 участка:
- Туапсе — Армавир (действующий участок СКЖД);
- Армавир — Ставрополь — Старомарьевская (участок, разрушенный в гражданскую войну и впоследствии разобранный);
- Старомарьевская — Светлоград — Дивное (участок, соединенный с ВлЖД перегоном Палагиада — Старомарьевская в 1930 году).

## Маршрут
- Туапсе,
- Греческий,
- Кривенковская,
- Индюк,
- Гойтх,
- Пшиш,
- Навагинская,
- Куринский,
- Хадыженская,
- Кабардинская,
- Николенково,
- Тверская,
- Ганжа (Комсомольская),
- Пшехская,
- Белореченская,
- Гиагинская,
- Дондуковская,
- Курганная,
- Андреедмитревка,
- Армавир,
- Убеженская (разрушена),
- Николаевская (разрушена),
- Сенгилеевская (разрушена),
- Темнолесская (разрушена),
- Озерная (не действует),
- Ставрополь-Туапсинский (не действует),
- Ула (разрушена),
- Мариевка (Старомарьевская),
- Дубовка,
- Кугуты,
- Петровское село (Светлоград),
- Николина балка,
- Предтега (Эген),
- Винодельное (Ипатово),
- Дербетовка,
- Дивное.

## Подвижной состав

### Паровая тяга
На Армавир-Туапсинской железной дороге работали следующие типы локомотивов:
- паровозы серий Ы (специально выпускались для Армавир-Туапсинской железной дороги);
- Паровозы серий Ов и Оп;
- Паровоз Э;
- Паровоз Су;
- Паровоз Л.

Армавир-Туапсинская железная дорога была одной из последних железных дорог России, где сохранялась паровая тяга, до середины 1980-х годов соответствующие составы эксплуатировались на участке Курганная — Шедок. Вплоть до 1994 года в Армавире осуществлялись паровозами маневровые и хозяйственные работы. В 1996 году на станции Белореченская был потушен последний паровоз Туапсинки.
На некоторых станциях (например, Курганной, Белореченской и Хадыженской) до сих пор сохранились водяные колонки для заправки паровозов водой. Благодаря этому сейчас на дороге регулярно организуются паровозные ретротуры, и паровозные гудки, хотя и редкие, звучат и будут звучать среди гор Западного Кавказа.